# Joseph von Käß
Joseph von Käß (* 21. Oktober 1867 in Würzburg; † 21. März 1941 in München) war ein deutscher Verwaltungsjurist und Präsident der Reichsbahndirektion München.

## Leben
Nach dem Abitur am Wirsberg-Gymnasium in Würzburg leistete Josef von Käß seinen Militärdienst als Einjährig-Freiwilliger beim 9. Bayerischen Infanterie-Regiment, wo er später Secondelieutenant wurde. Nach dem Studium der Rechtswissenschaften legte er 1892 das Große juristische Staatsexamen ab und erhielt eine Anstellung als Praktikant beim Oberbahnamt München.  Dort wurde er zum Vorsteher ernannt. Im August 1898 wechselte er zur Generaldirektion der Staatseisenbahnen, wo er 1899 Sekretär und 1903 Direktionsrat wurde. 1904 kam er in das Staatsministerium für Verkehrsangelegenheiten, wurde zum Jahresbeginn 1905 Regierungsrat und Vorstand der Eisenbahndirektion München. Er kehrte in das Ministerium zurück, wo er vom Oberregierungsrat (1907) zum Ministerialrat (1910) aufstieg und zuletzt als Personalreferent tätig war. 1913–1929 war er Präsident der Eisenbahn- und späteren  Reichsbahndirektion Regensburg und vom 3. April 1929 bis zum Eintritt in den Ruhestand am 31. Januar 1933 Präsident der Reichsbahndirektion München.